# Wladimir Alexandrowitsch Iwanow
Wladimir Alexandrowitsch Iwanow (russisch Владимир Александрович Иванов; englisch Vladimir Ivanov; * 3. Juli 1987 in Kussa, Russische SFSR, Sowjetunion) ist ein russischer Badmintonspieler.

## Karriere
Wladimir Iwanow gewann 2004 zwei Juniorentitel in Russland. 2005 gewann er Bronze bei den Junioreneuropameisterschaften. 2008 wurde er erstmals russischer Meister. 2009 siegte er bei den Russian Open und den Kharkiv International. 2010 und 2012 war er bei den Polish Open und 2012 bei den Finnish International erfolgreich.